# 233. pehotni polk (Italija)
233. pehotni polk Lario je bil pehotni polk Kraljeve italijanske kopenske vojske.

## Zgodovina
Med prvo svetovno vojno je bil polk nastanjen na soški fronti.